# Kostrzyn (gmina)
Pour les articles homonymes, voir Kostrzyn (homonymie).
Kostrzyn est une gmina mixte du powiat de Poznań, Grande-Pologne, dans le centre-ouest de la Pologne. Son siège est la ville de Kostrzyn, qui se situe environ 21 km à l'est de la capitale régionale Poznań.
La gmina couvre une superficie de 154 km2 pour une population de 15 456 habitants en 2006.

## Géographie

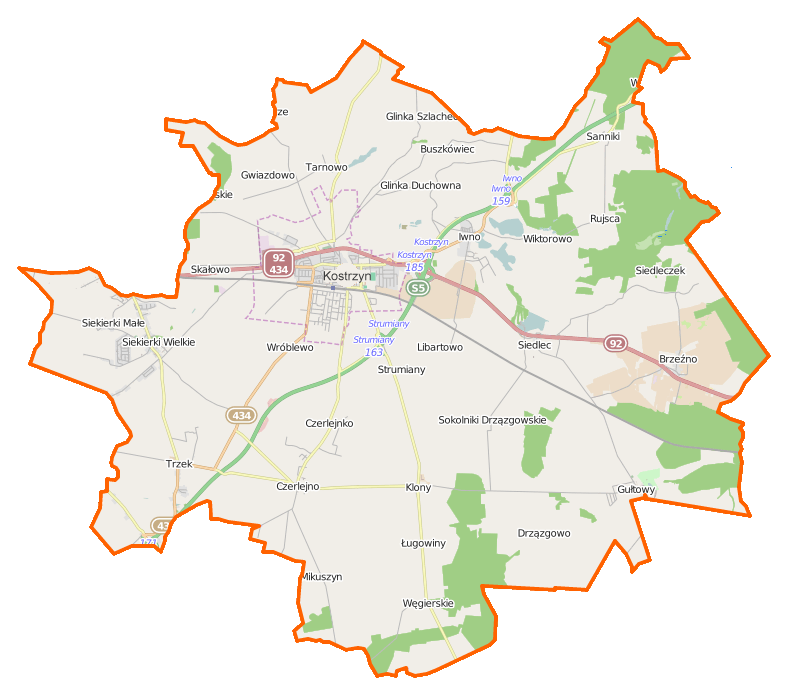
Plan de la gmina.

Outre la ville de Kostrzyn, la gmina inclut les villages de:
- Brzeźno
- Czerlejnko
- Czerlejno
- Drzązgowo
- Glinka Duchowna
- Gułtowy
- Gwiazdowo
- Iwno
- Jagodno
- Siedlec
- Siedleczek
- Siekierki Wielkie
- Skałowo
- Sokolniki Drzązgowskie
- Strumiany
- Tarnowo
- Trzek
- Węgierskie
- Wiktorowo
- Wróblewo

### Gminy voisines
La gmina de Kostrzyn est bordée des gminy de :
- Dominowo
- Kleszczewo
- Nekla
- Pobiedziska
- Środa Wielkopolska
- Swarzędz

## Démographie
Données du 31 décembre 2009 :
| Description        | Total  | Total | Femmes | Femmes | Hommes | Hommes |
| ------------------ | ------ | ----- | ------ | ------ | ------ | ------ |
| Unité              | Nombre | %     | Nombre | %      | Nombre | %      |
| population         | 16 378 | 100   | 8 326  | 50,8   | 8 052  | 49,2   |
| Densité (hab./km²) | 106    | 106   | 53,8   | 53,8   | 52,2   | 52,2   |